# Melissa
Melissa ist ein weiblicher Vorname. Er stammt aus dem Griechischen (Μέλισσα, attisch Μέλιττα Melitta) und bedeutet „Biene“.

## Mythologie und Antike
In der griechischen Mythologie und Antike bezeichnet der Name:
- Melissa (Tochter des Melisseus), eine Amme des Zeus
- Melissa (Tochter des Epidamnos), des Eponymen von Epidamnos
- als Beiname Nymphen und Priesterinnen, etwa jene der Demeter und die delphische Pythia
- als Beiname Lyside, die Tochter des Prokles und Gattin des Periander
- Melissa (Philosophin), Pythagoreerin des 3. Jahrhunderts v. Chr.

## Schreibweisen und Varianten
| Sprache     | Variante                  |
| ----------- | ------------------------- |
| Deutsch     | Melissa                   |
| Spanisch    | Melisa                    |
| Katalanisch | Melissa                   |
| Englisch    | Melissa                   |
| Polnisch    | Melisa                    |
| Französisch | Mélissa, Melina           |
| Schwedisch  | Melissa                   |
| Türkisch    | Melisa, Melis, Meliya     |
| Griechisch  | Melissa, Melina           |
| Italienisch | Melitina, Melissa, Melina |
| Bosnisch    | Melisa                    |

## Namenstag
Namenstag in Deutschland ist nach der heiligen Melitta der 15. September. In anderen Ländern ist der Namenstag der 24. April nach dem heiligen Mellitus.

## Bekannte Namensträgerinnen

### Melisa
- Melisa Döngel (* 1999), türkische Schauspielerin und Model
- Melisa Erkurt (* 1991), österreichische Journalistin
- Melisa Ertürk (* 1993), kanadische Fußballspielerin
- Melisa Aslı Pamuk (* 1991), türkische Schauspielerin und Model
- Melisa Wallack (* 1968), US-amerikanische Regisseurin und Drehbuchautorin

### Melissa
- Melissa Sue Anderson (* 1962), US-amerikanische Schauspielerin
- Melissa Auf der Maur (* 1972), kanadische Rockmusikerin
- Melissa Barrera (* 1990), mexikanische Schauspielerin und Sängerin
- Melissa Bean (* 1962), US-amerikanische Politikerin
- Melissa Belote (* 1956), US-amerikanische Schwimmerin
- Melissa Benoist (* 1988), US-amerikanische Sängerin und Schauspielerin
- Melissa Marie Brassell, bekannt als Missy Monroe (* 1984), US-amerikanische Pornodarstellerin
- Mélissa Busque (* 1990), kanadische Fußballnationalspielerin
- Melissa Cobb, US-amerikanische Filmproduzentin
- Melissa Arnette Elliott, bekannt als Missy Elliott (* 1971), US-amerikanische Rapperin, Sängerin und Musikproduzentin
- Melissa Errico (* 1970), US-amerikanische Schauspielerin
- Melissa Etheridge (* 1961), US-amerikanische Sängerin
- Melissa George (* 1976), australische Schauspielerin
- Melissa Gilbert (* 1964), US-amerikanische Schauspielerin
- Melissa Giove, bekannt als Missy Giove (* 1972), US-amerikanische Mountainbikerin
- Melissa Joan Hart (* 1976), US-amerikanische Schauspielerin
- Georgina Melissa Hathorn (* 1946), bekannt als Gina Hathorn, britische Skirennläuferin
- Melissa Higgins, bekannt als Missy Higgins (* 1983), australische Singer-Songwriterin
- Melissa Horn (* 1987), schwedische Sängerin und Songschreiberin
- Melissa Humana-Paredes (* 1992), kanadische Beachvolleyballspielerin
- Melissa Viviane Jefferson, bekannt als Lizzo (* 1988), US-amerikanische Sängerin, Rapperin und Songwriterin
- Melissa Lee (* 1989), deutsche Künstlerin, Moderatorin und Webvideoproduzentin
- Melissa Leo (* 1960), US-amerikanische Schauspielerin und Oscar-Preisträgerin
- Melissa Manchester (* 1951), US-amerikanische Sängerin und Songwriterin
- Melissa Mathison (1950–2015), US-amerikanische Drehbuchautorin
- Melissa McCarthy (* 1970), US-amerikanische Schauspielerin
- Melissa Mehraban (auch Melisa; * 1984), iranisch-dänische Schauspielerin
- Meli’sa Morgan (Joyce Melissa Morgan; * 1964), US-amerikanische Sängerin
- Melissa Morrison-Howard (* 1971), US-amerikanische Leichtathletin
- Melissa Müller (* 1967), österreichische Journalistin und Schriftstellerin
- Melissa Naschenweng (* 1990), österreichische Musikerin und Sängerin
- Melissa Nathan (1968–2006), britische Schriftstellerin
- Melissa O’Neil (* 1988), kanadische Musikerin und Schauspielerin
- Melissa Ortiz Gomez (* 1982), spanische Profitänzerin in der Sparte „Lateinamerikanische Tänze“
- Melissa Panarello (* 1985), italienische Schriftstellerin
- Melissa Peregrym, bekannt als Missy Peregrym (* 1982), Kanadische Schauspielerin und ehemaliges Model
- Melissa Rauch (* 1980), US-amerikanische Schauspielerin
- Melissa Scott (* 1960), US-amerikanische Schriftstellerin
- Mélissa Theuriau (* 1978), französische Journalistin
- Melissa Wu (* 1992), australische Turmspringerin

## Fiktion
- Melissa ist eine Zauberin im Epos Der rasende Roland von Ludovico Ariosto.
- Melissa Burke ist namensgebende Rolle in der Sitcom Melissa & Joey

## Sonstiges
- Unter dem Titel Melissa verfilmte der deutsche Regisseur Paul May 1966  eine Vorlage des englischen Schriftstellers Francis Durbridge für das deutsche Fernsehen.
- Melissa (Album) ist das  1983 veröffentlichte erste offizielle Album der Heavy-Metal-Band Mercyful Fate.
- Der Computervirus Melissa (Computervirus) verursachte im Jahr 1999 weltweit Systemausfälle und Serverüberlastungen.